# Fourragère
Die Fourragère ist ein Ehrenzeichen an der Uniform von Angehörigen der militärischen Einheiten Frankreichs. Damit ausgezeichnet werden können Regimenter, selbstständige Bataillone, Kompanien oder Schiffe, die sich im Kampf um die französische Republik hervorgetan haben. Die Fourragère darf nicht mit den von Napoleon Bonaparte eingeführten Schulterschnüren, den sogenannten „Aiguillettes“ verwechselt werden.
Das Recht auf das Tragen der Fourragère ist von der mindestens zweimaligen Belobigung durch die Armee abhängig.
Eine Verleihung an ausländische Einheiten ist möglich.

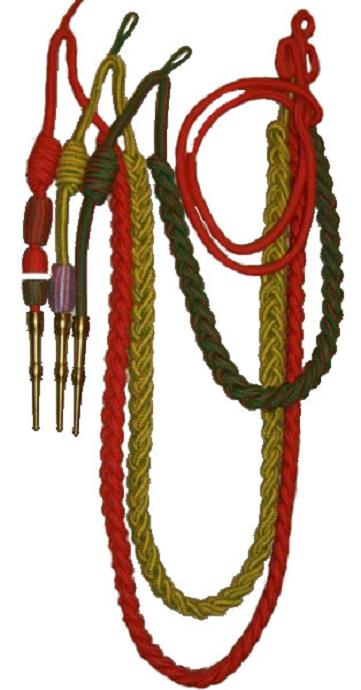
Fourragères des RICM und des 3°REI

## Herkunft
Die Ursprünge der Fourragère sind vage, die Historiker sind diesbezüglich unterschiedlicher Meinung. Der Begriff leitet sich womöglich von „fourrage“ (Verpflegung bzw. Futter) ab, da sich die Soldaten in früherer Zeit, ohne genügend Taschen, den Beutel mit der Verpflegung an einem geflochtenen Seil über die Schulter hängten. Bei Nichtgebrauch wurde der Strick bzw. das Seil, das an den Enden Schlaufen in Form eines Tennisschlägers (oder Schneeschuhs) hatte und die als „Raquettes“ bezeichnet wurden, um die Schulterklappe oder Epaulette geschlungen.
Erstmals als Auszeichnung wurde sie im Ersten Weltkrieg vergeben.

## Tragerecht
Die Fourragère darf nur von Soldaten getragen werden, deren Einheit diese Auszeichnung zuerkannt wurde. Sollten sie zu einer Einheit wechseln, der diese Auszeichnung nicht zusteht, muss die Fourragère abgelegt werden. Eine Ausnahme besteht nur, wenn der Soldat im Moment der Verleihung selbst Angehöriger dieser Einheit war. Dann trägt er bei Verlassen dieser weiterhin die Schnur „à titre individuel“, was ihm vom Chef seiner neuen Einheit bestätigt wird. Dazu erhält er an seine Fourragère eine kleine Metallplakette, auf der die Nummer der betreffenden Einheit zu lesen ist.
Das Recht „à titre individuel“ bezog sich jedoch nur auf die Verleihungen insgesamt während seiner Verbandszugehörigkeit. Sollte der Einheit wegen fünf Belobigungen die „Medaille militaire“ zustehen, der Betreffende aber nur bei zwei oder drei Belobigungen zugehörig gewesen sein, so trug er zwar in der Einheit die Schnur der Medaille militaire, musste diese jedoch bei einem Wechsel gegen die Schnur des Croix de guerre tauschen – ausgenommen natürlich, die neue Einheit führte eine gleichwertige oder höherrangige Fourragère.

## Beschreibung

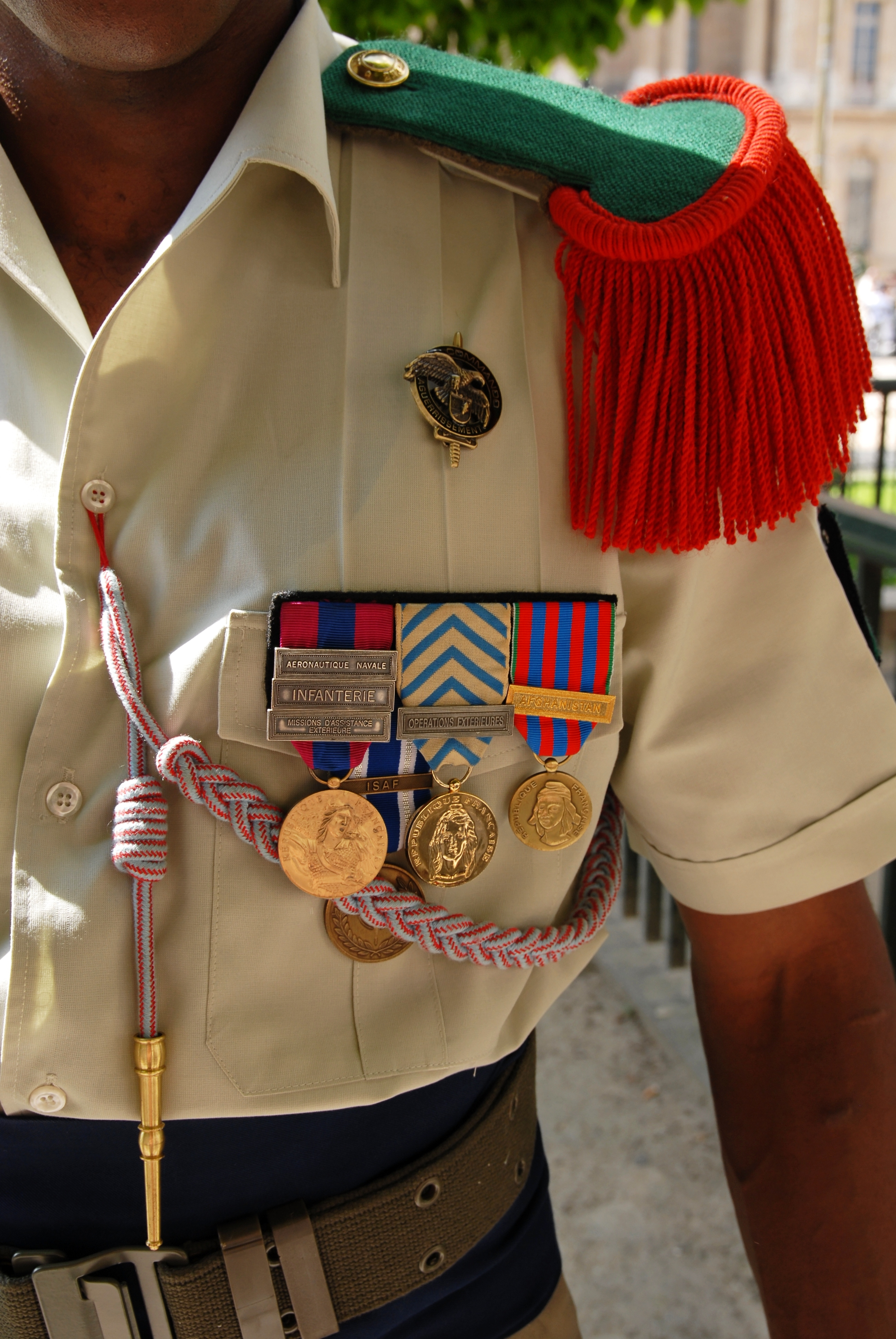
Die Fourragère „en bataille“ an der Paradeuniform

Gemäß der Anordnung vom 21. April 1916 handelt es sich um eine geflochtene Schnur, die am hinteren Ende in der Form eines dreiblättrigen Kleeblattes ausläuft. Das vordere Ende geht in eine einfache Schnur über, auf die eine Spitze (oder Hülse) aus Messing geschoben ist. Oberhalb der Messinghülse ist die Schnur viermal um sich selbst geschlungen und bildet hier einen mehrfachen Überhandknoten. Zwischen dem Knoten und der Metallspitze befinden sich, so vorhanden, die Oliven als zusätzliche Kenntlichmachung von Auszeichnungen.
Normalerweise wird die Fourragère um den linken Arm geschlungen und mit beiden Halteschlaufen an einem Knopf befestigt, der sich einen Zentimeter innerhalb der Schulternaht unter der Epaulette oder Schulterklappe befindet. Die Trageweise „en bataille“ sieht das vordere Ende der Schnur nicht unter der Schulterklappe, sondern an einem Hemdknopf in der Knopfleiste eingehängt.

## Entstehung
Das Ehrenzeichen der Fourragère entstand 1916 mit der Order vom 21. April:
„Il est créé un insigne spécial destiné à rappeler d'une façon permanente les actions d'éclat de certains régiments et unités formant corps cités à l'ordre de l'armée. Cet insigne sera constitué par une fourragère aux couleurs de la croix de guerre.“
(Zur ständigen Erinnerung an die glanzvollen Aktionen bestimmter Regimenter und Einheiten, die sich laut Armeebefehl ausgezeichnet haben, wird eine spezielle Auszeichnung geschaffen. Das Abzeichen wird aus einer Fourragère in den Farben des Croix de guerre bestehen.)
Tatsächlich waren im Jahre 1916 bereits eine beträchtliche Anzahl von Einheiten mehrfach in den verschiedenen Armeebefehlen lobend erwähnt worden. Diese erhielten dann die neue Auszeichnung verliehen. Durch den weiteren Kriegsverlauf wurden dann einzelnen Einheiten mehr und mehr Belobigungen zuteil, sodass es notwendig wurde Abstufungen zu schaffen. Dies geschah durch Differenzierungen in Form und Farbe mit Befehl vom 22. Februar 1918.
Am 9. Juli 1925 wurde die Fourragère des „Croix de guerre des Théâtres d'opérations extérieures“ (T.O.E.) für Einheiten, die außerhalb des französischen Territoriums gekämpft hatten und mehrmals belobigt worden waren, geschaffen. Die Schur war in den Farben blassrot-blassblau gehalten. Um die Fourragère T.O.E von der Medaille militaire 1914–1918, die die gleiche Schnur führte, abzugrenzen, befand sich an der T.O.E. eine Olive in den Farben des „Croix de guerre des Théâtres d'opérations extérieures“ zwischen dem Knoten und der Spitze.
Am 27. November 1954 erschien eine neue Regelung, die besagte, dass für die Einheiten, die seit dem 11. November 1918 für Frankreich außerhalb seines Territoriums gekämpft hatten, für das Tragen der Fourragère T.O.E. am Ausgehanzug und am Kampfanzug die gleichen Regularien gelten sollten wie für die innerfranzösischen Auszeichnungen von 1914 bis 1918 und von 1939 bis 1945.
Mit einer Entscheidung des Präsidenten der Republik Jacques Chirac wurde am 23. Februar 1996 der Ordre de la Libération geschaffen, um das Andenken an die Kämpfer der Befreiung (Compagnons de la Libération) nicht in Vergessenheit geraten zu lassen. Die Kommandanten von 17 Einheiten und Schiffen, die mit diesem Orden ausgezeichnet wurden, nahmen die neue Fourragère am 18. Juni 1996 in einer Zeremonie am Mahnmal der Französischen Frontkämpfer auf dem Mont Valérien aus der Hand des Präsidenten entgegen.

## Fourragères im Februar 1918

### Grün-rot gestreift
- Couleurs ruban de la Croix de guerre 1914–1918

Diese Fourragère wird von Einheiten getragen, die in den betreffenden Armeeberichten zwei- oder dreimal lobend erwähnt wurden. Die Schnur für die Verleihung aus dem Ersten Weltkrieg ist ohne Olive, die für die Auszeichnung aus dem Zweiten Weltkrieg mit einer grün-rot gestreiften Olive versehen.

### Gelb-grün
- Fourragère der Médaille militaire

Diese Fourragère ist für Einheiten bestimmt, die vier- oder fünfmal im Bericht ihrer Armee lobend erwähnt wurden.
Die Schnur für die Verleihung aus dem Ersten Weltkrieg ist ohne Olive. Für die Auszeichnung aus dem Zweiten Weltkrieg ist sie mit einer gelb-grün und rot-grün gestreiften Olive versehen.

### Rot
- Fourragère der Légion d’honneur

Für Einheiten, die sechs- sieben- oder achtmal im Bericht ihrer Armee lobend erwähnt wurden.
Die Schnur für die Verleihung aus dem Ersten Weltkrieg ist ohne Olive. Für die Auszeichnung aus dem Zweiten Weltkrieg ist sie mit einer rot, rot-grün gestreiften Olive versehen.

Bandschnalle des „Croix de guerre 1914–1918“
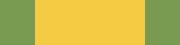
Bandschnalle der „Médaille militaire“
Bandschnalle eines „Chevalier de la Légion d’honneur“ (Ritter der Ehrenlegion)

### Zweifache Fourragères

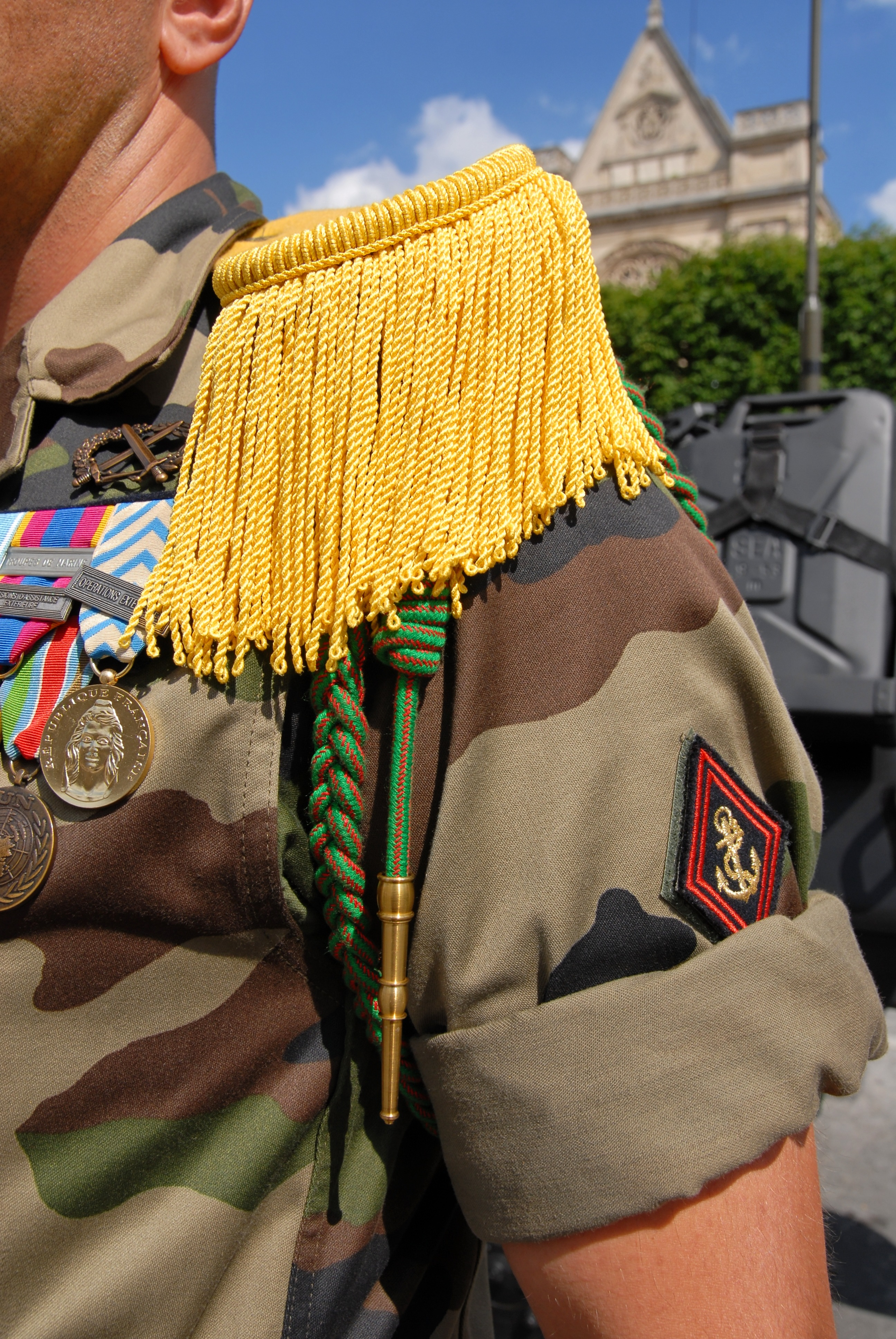
Fourragère des Croix de guerre 1914–1918 in der normalen Trageweise

Für mehr als achtmalige Erwähnungen im Armeebericht sind die folgenden Auszeichnungen vorgesehen:
- die zweifache Fourragère der Légion d’Honneur und Croix de Guerre für 9, 10 oder 11 Belobigungen
- die zweifache Fourragère der Légion d’Honneur und Médaille Militaire für 12, 13 oder 14 Belobigungen
- die zweifache Fourragère der Légion d’Honneur ab 15 Belobigungen

Zum gegenwärtigen Zeitpunkt ist weder die zweifache Fourragère der Légion d’Honneur und Médaille Militaire, noch die zweifache Fourragère der Légion d’Honneur vergeben, da bis heute keine Einheit der französischen Armee bisher mehr als 11 Belobigungen in einer Konfliktperiode erhalten hat.
Die zweifache Fourragère der Légion d’Honneur und Croix de guerre trägt bisher das „3e Régiment étranger d'infanterie“ (3. Regiment der Fremdenlegion-Infanterie) und das „Régiment d'infanterie-chars de marine“ (Gepanzertes Infanterie-Landungsregiment). Dem 3e REI wurden zwar insgesamt bereits 15 Belobigungen zuerkannt (9 × im Ersten Weltkrieg, 2 × im Zweiten Weltkrieg und 4 × auf exterritorialen Schauplätzen, da es sich jedoch um verschiedene Epochen handelt, kann eine Summierung nicht erfolgen.) Gleiches gilt auch für das RICM, die am höchsten dekorierte Einheit Frankreichs mit zusammen 18 Auszeichnungen, 10 × im Ersten Weltkrieg, 2 × im Zweiten Weltkrieg, 5 × in den Kolonialkriegen und einmal für den Libanoneinsatz.

## Fourragères des Croix de guerre de Théâtres d'opérations extérieurs – T.O.E.
(Fourragère für Operationen außerhalb Frankreichs)

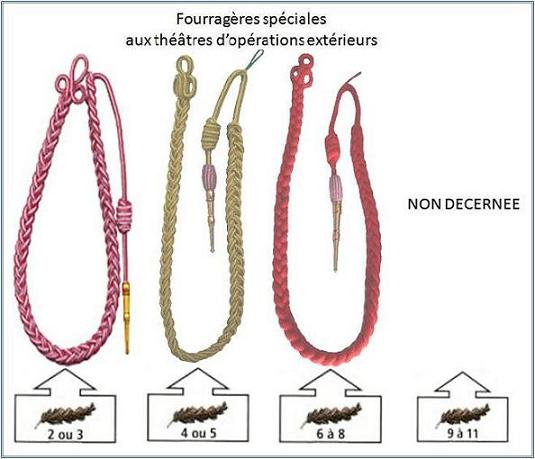

### Rot und blassblau
Diese Fourragère wird von Einheiten geführt, die für den Einsatz außerhalb Frankreichs zwei- oder dreimal lobend im Armeebericht erwähnt wurden/werden. Die Schnur ist in den Farben des „Croix de guerre des théâtres d'opérations extérieurs“, rot und blassblau gehalten.

### Gelb und Grün
Verliehen für Einsätze außerhalb Frankreichs mit vier- oder fünfmaliger Erwähnung im Armeebericht. Es ist die Fourragère der Médaille militaire mit einer Olive in den Farben des „Croix de guerre des Théâtres d'opérations extérieures“ zwischen dem Knoten und der Metallspitze.

### Rot
Verliehen für Einsätze außerhalb Frankreichs mit sechs- sieben- oder achtmaliger Erwähnung im Armeebericht. Es ist die Schnur der Légion d’honneur mit einer Olive in den Farben des „Croix de guerre des Théâtres d'opérations extérieures“ zwischen dem Knoten und der Metallspitze.

### Zweifache Fourragère
Verliehen für Einsätze außerhalb Frankreichs mit neun- zehn- oder elfmaliger Erwähnung im Armeebericht. Es ist die zweifache Schnur der Légion d’honneur mit einer Olive in den Farben des „Croix de guerre des Théâtres d'opérations extérieures“ zwischen dem Knoten und der Metallspitze. (Ist nicht vergeben)

## Fourragère de l’Ordre de la Libération

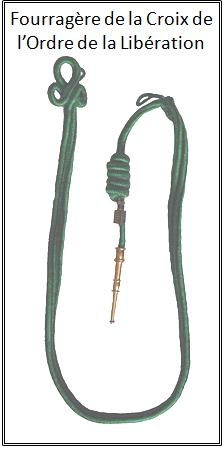
Fourragère des Ordre de la Libération
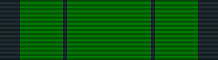
Bandschnalle
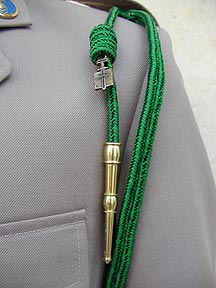
Trageweise der Fourragère

Diese Fourragère besteht aus zwei, nicht ineinander verflochtenen Rundschnüren. Die Schnüre sind von grünschwarz vermischter Farbe, also der Farbe des Bandes des Ordre de la Libération. Das Kleeblatt (trèfle) und die Messingspitze unterscheiden sich nicht von den anderen Ausführungen. Unterhalb des Knotens befindet sich eine kleine Metallplatte mit dem Zeichen der Befreiung, dem Lothringer Kreuz.

## Die Oliven
Analog zu den Bestimmungen für die Verleihungen, die auf Grund der Feindseligkeiten von 1914 und 1918 vorgenommen worden waren, wurde im April 1945 beschlossen, für die Einheiten, die seit dem 2. September 1939 im Kampf gestanden hatten und mindestens zweimal lobend erwähnt wurden eine gleichartige Auszeichnung zu schaffen. Es war allerdings nicht an eine neue Fourragère gedacht, sondern es wurden die bereits existierenden verwendet, die für die Auszeichnungen des Zweiten Weltkrieges mit einer oder zwei zusätzlich angebrachten Oliven in speziellen Farbkombinationen ausgestattet wurden. Dies galt natürlich nur für die Einheiten, die im Ersten Weltkrieg bereits eine Fourragère erhalten hatten.

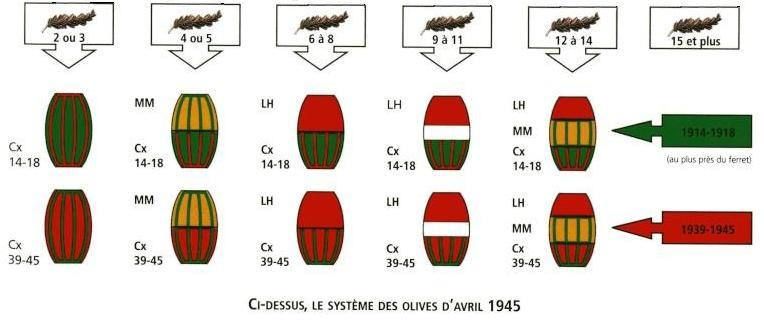

Diese beiden Bandschnallen zeigen den Unterschied zwischen dem Croix de guerre 1914–1918, und dem Croix de guerre 1939–1945. 

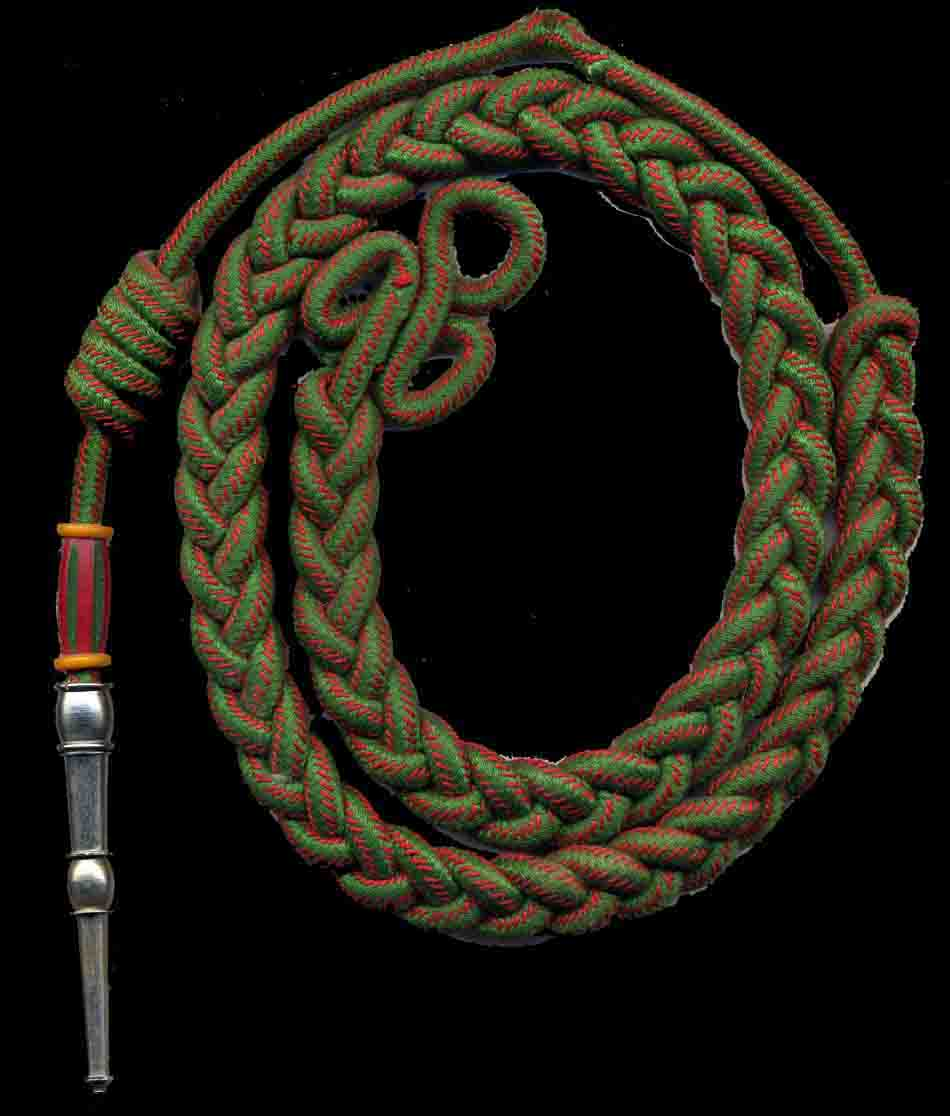
Fourragère des Croix de guerre 1914 1918 mit Olive des Croix de guerre 1939 1945

## Fourragère des Croix de la Valeur militaire
Das Croix de la Valeur militaire wurde am 12. Oktober 1956 per Dekret durch den Staatspräsidenten Monsieur René Coty gestiftet und ist zur Auszeichnung von Personen für Militärverdienste in Kriegsgebieten vorgesehen, die aber nicht für eine Verleihung des Croix de guerre in Frage kommen. Mit Beschluss des Präsidenten, Monsieur Nicolas Sarkozy vom November 2011, kann das „Croix de la Valeur militaire“ auch an ausländische Einheiten verliehen werden. Für eine Verleihung ist eine mindestens zweimalige lobende Erwähnung durch die Armee im Zuge der gleichen Operation notwendig. Bei mehreren Belobigungen wird jeweils eine unterschiedliche Olive hinzugefügt. Die Fourragère ist in den Farben rot und weiß gehalten. :
Kombinationen
2 und 3 Belobigungen – ohne Olive
4 und 5 Belobigungen – eine Olive in den Farben der Médaille militaire
6 und 7 Belobigungen – eine Olive in den Farben der Médaille militaire / Légion d’honneur
8 und 9 Belobigungen – eine Olive in den Farben der Légion d’honneur
10 Belobigungen – eine Olive in den Farben der Médaille militaire und der Légion d’honneur getrennt durch eine weiße Litze
Die Olive trägt eine Metallplakette, auf der der Name des Operationsgebietes eingraviert ist.

## Ähnliche Dekorationen

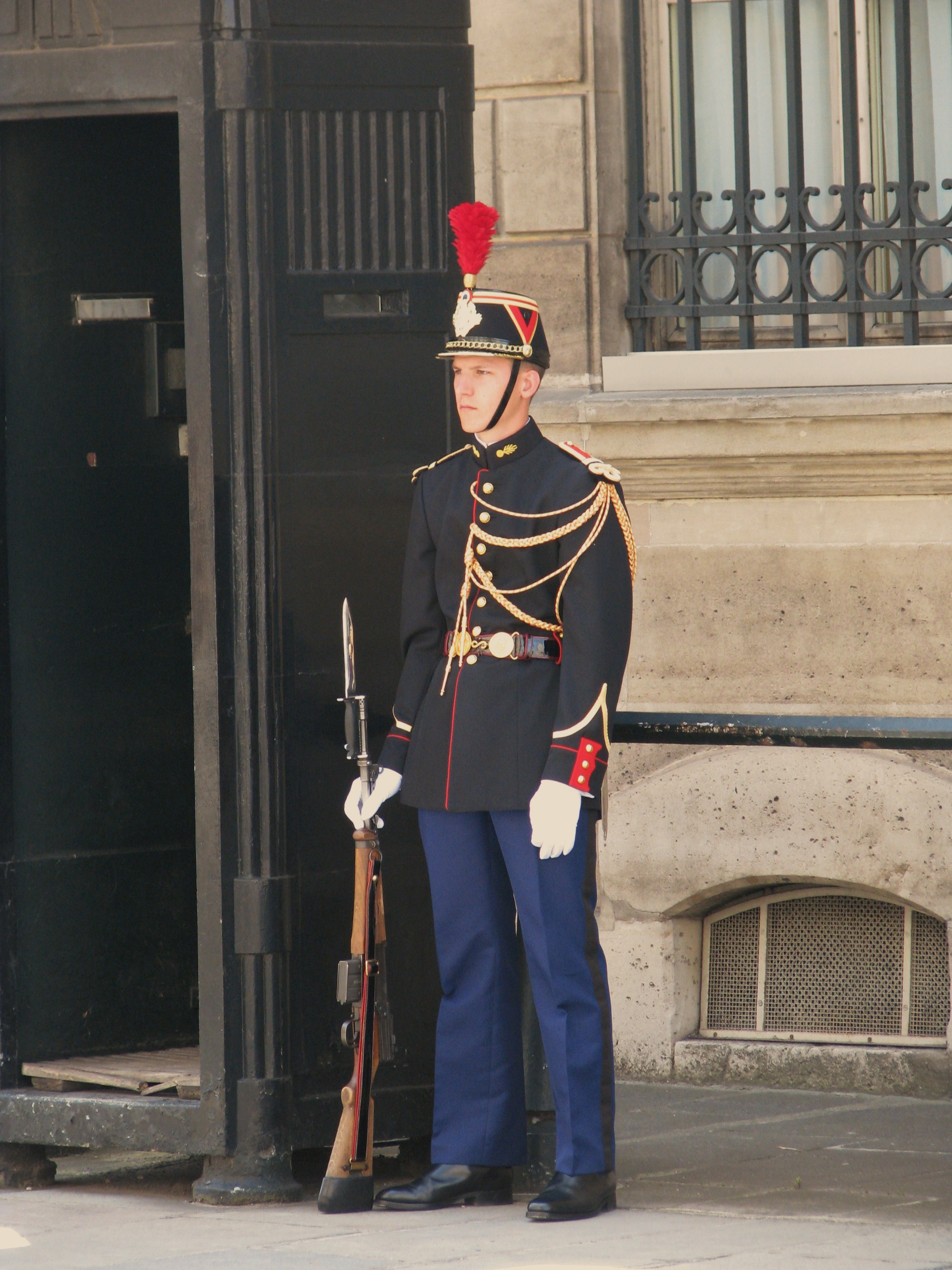
Posten der Garde républicaine mit den typischen „Aiguillettes“ vor dem Élysée-Palast

Die hier beschriebenen Fourragères dürfen nicht verwechselt werden mit den sogenannten „Aiguillettes“, einer Verschnürung an der Uniform, die nichts mit einem Orden oder Ehrenzeichen zu tun hat:
- Aides de camp: Goldfarbenen mit zwei Spitzen. Getragen an der rechten Schulter
- Gendarmerie nationale: Weiß mit silbernen Spitzen. Getragen an der linken Schulter.
- Garde républicaine: gleichmäßig rot-gold gemischt mit zwei Spitzen. Getragen an der linken Schulter.
- Polizei von Paris: Eine einfache rote Schnur nach Art der Légion d’honneur[6] zur Paradeuniform an der linken Schulter.

Vom Militär Belgiens, der Niederlande und Portugals werden die gleichen Schnüre getragen, ohne jedoch miteinander etwas zu tun zu haben. Ebenfalls wurde von der vormaligen südvietnamesischen Armee eine solche Schur geführt.
Teile der Streitkräfte der USA führen zu besonderen Anlässen eine Schulterschnur (in verschiedenen Farben), die der Fourragère nachempfunden ist.

## Listen der ausgezeichneten Einheiten
Für 1914–1918 ausgezeichnete Einheiten
Fourragère der Légion d’honneur und des Croix de guerre 1914–1918
4. November 1918
- Régiment de marche de la Légion étrangère
- Régiment d’infanterie coloniale du Maroc

Fourragère der Légion d’honneur
| I. | II. | III. | IV. | V. |
| --- | --- | --- | --- | --- |
| 5. Mai 1918 - 4e régiment de zouaves 3. September 1918 - 8e régiment de marche de zouaves - 152e régiment d'infanterie 4. Oktober 1918 - 26e régiment d’infanterie - 4e Régiment mixte de zouaves et de tirailleurs | 15. Oktober 1918 - 27e bataillon de chasseurs à pied 4. November 1918 - 7e régiment de tirailleurs algériens 27. November 1918 - 30e bataillon de chasseurs à Pied | 10. Dezember 1918 - 23e régiment d’infanterie - 6e bataillon de chasseurs à pied - 3e bataillon de marche d’infanterie légère d’Afrique 19. Dezember 1918 - 8e bataillon de chasseurs à pied - 4e régiment de marche de tirailleurs | 25. Dezember 1918 - 153e régiment d’infanterie - 9e régiment de marche de zouaves 12. Januar 1919 - 16e bataillon de chasseurs à pied 9. Februar 1919 - 2e régiment de marche de tirailleurs - 3e régiment de marche de zouaves | 13. Juli 1919 - 16e régiment de tirailleurs tunisiens 4. Oktober 1919 - 8e régiment d’infanterie 1. März 1919 - 43e régiment d’infanterie coloniale 21. Juni 1921 - 61e régiment d’artillerie de campagne |

Fourragère der Médaille militaire
| I. | II. | III. | IV. | V. |
| --- | --- | --- | --- | --- |
| 9. August 1917 - Compagnie 15/12 du 7e régiment de génie 3. Dezember 1917 - Compagnie 28/4 du 28e bataillon de génie 30. Dezember 1917 - 60e régiment d’artillerie de campagne 3. Juni 1918 - 8e régiment de tirailleurs 10. Juni 1918 - 146e régiment d’infanterie 4. August 1918 - 21e régiment d’infanterie - 9e régiment d’infanterie - 21e bataillon de chasseurs à pied 9. August 1918 - 77e régiment d’infanterie 10. August 1918 - 158e régiment d’infanterie 20. August 1918 - 150e régiment d’infanterie - 161e régiment d’infanterie 3. September 1918 - 110e régiment d’infanterie - 272e régiment d’infanterie 11. September 1918 - 149e régiment d’infanterie - 154e régiment d’infanterie - 156e régiment d’infanterie - 287e Régiment d’infanterie - 39e & 40e régiments d’artillerie de campagne | 16. September 1918 - 1er régiment d’infanterie 19. September 1918 - 32e régiment d’infanterie - 321e régiment d’infanterie - 401e régiment d’infanterie 23. September 1918 - 1er régiment de tirailleurs marocains 28. September 1918 - 54e bataillon de chasseurs à pied - 1er régiment de marche de zouaves - 1er régiment mixte de zouaves et tirailleurs 4. Oktober 1918 - 94e régiment d’infanterie - 2e und 4e bataillons de chasseurs à pied 7. Oktober 1918 - 155e régiment d’infanterie 15. Oktober 1918 - 18e régiment d’infanterie - 162e, 164e & 418e régiments d’infanterie - 28e bataillon de chasseurs à pied - 2e régiment de marche de zouaves | 4. November 1918 - 66e régiment d’infanterie - 22e régiment d’infanterie - 44e régiment d’infanterie - 60e régiment d’infanterie - 1er bataillon de chasseurs à pied - 47e et 276e régiments d’artillerie de campagne 13. November 1918 - 55e régiment d’infanterie - 112e, 170e & 173e régiments d’infanterie - 12e, 14e, 22e, 60e, 102e & 116e bataillons de chasseurs à pied 17. November 1918 - 35e régiment d’infanterie - 51e régiment d’infanterie - 31e bataillon de chasseurs à pied 23. November 1918 - 128e & 133e régiments d’infanterie - 19e bataillon de chasseurs à pied 24. November 1918 - 116e régiment d’infanterie - 21e régiment d’infanterie coloniale 27. November 1918 - 125e régiment d’infanterie - 115e bataillon de chasseurs à pied 29. November 1918 - 34e régiment d’infanterie - 49e régiment d’infanterie - 169e régiments d’infanterie - 25e & 29e bataillons de chasseurs à pied | 10. Dezember 1918 - 42e régiment d’infanterie - 67e régiment d’infanterie, - 69e régiment d’infanterie - 329e, 360e & 409e régiments d’infanterie - 5e, 17e, 24e & 68e bataillons de chasseurs à pied - 3e régiment de zouaves - 5e, 17e, 24e & 68e bataillons de chasseurs à pied - 3e régiment de zouaves - 1er bataillon de marche d’infanterie légère d’Afrique - 19. Dezember 1918 - 151e, 168e & 224e régiments d’infanterie - 32e régiment d’artillerie de campagne - 24. Dezember 1918 - Régiment de marche de spahis marocains 25. Dezember 1918 - 65e, 106e & 411e régiments d’infanterie - 13e bataillon de chasseurs à pied - 12e régiment d’artillerie de campagne 3. Januar 1919 - 98e régiment d’infanterie - 208e & 299e régiments d’infanterie - 1er régiment de marche de tirailleurs 7. Januar 1919 - 30e régiment d’infanterie | 12. Januar 1919 - 332e régiment d’infanterie 31. Januar 1919 - 12e régiment d’infanterie 9. Februar 1919 - 251e régiment d’infanterie - 1er, 2e & 3e groupes d’artillerie de campagne d’Afrique 17. Februar 1919 - 81e régiment d’infanterie - 172e régiment d’infanterie - 20e bataillon de chasseurs à pied - 13e régiment de marche de tirailleurs - 23e régiment d’infanterie coloniale - 35e régiment d’artillerie de campagne - Compagnie 6/3 & 6/53 du 9e régiment de génie 1. März 1919 - 11e bataillon de chasseurs à pied 21. März 1919 - 123e régiment d’infanterie - Compagnies 307, 308 et 309 de chars légers - 43e régiment d’infanterie coloniale 17. April 1919 - 19e régiment d’infanterie 25. Dezember 1919 - 2e & 6e régiments d’infanterie coloniale |

Fourragère des Croix de guerre 1914–1918
| I. | II. | III. | IV. | V. |
| --- | --- | --- | --- | --- |
| 5. Juni 1916 - Compagnies 14/5 & 14/15 du 4e régiment du génie - Compagnies 10/2 & 10/3 du 6e régiment du génie 4. September 1916 - 22e régiment d’infanterie coloniale 30. Oktober 1916 - 92e régiment d’infanterie 5. November 1916 - 15e régiment d’artillerie de campagne - 109e batterie de 58 du 59e régiment d’artillerie 8. November 1916 - 44e bataillon de chasseurs à pied 10. Dezember 1916 - 2e régiment bis de marche de zouaves 2. Januar 1917 - 32e & 107e bataillons de chasseurs à pied - 3e régiment de marche de tirailleurs 25. Januar 1917 - 46e régiment d’artillerie de campagne 3. Mai 1917 - 11e régiment d’infanterie 11. Mai 1917 - 7e groupe du 106e régiment d’artillerie lourde 4. Juni 1917 - 137e régiment d’infanterie 23. Juni 1917 - 112e batterie de 58 du 54e Régiment d’artillerie 2. Juli 1917 - Groupe cycliste de la 6e division de cavalerie 6. August 1917 - Compagnie 26/3 du 10e régiment du génie 13. August 1917 - 201e régiment d’infanterie - 122e batterie de 58 & 59e régiment d’artillerie - Compagnies 1/2 & 1/3 du 3e régiment du génie 26. August 1917 - Compagnie 5/1 du 1er régiment du génie 18. September 1917 - 96e régiment d’infanterie - Compagnie 4/63 du 1er régiment du génie - Compagnie 16/52 du 2e régiment du génie - 104e batterie de 58 du 9e régiment d’artillerie de campagne 21. September 1917 - Bataillon de la Légion étrangère du 1er régiment de marche d’Afrique 3. Oktober 1917 - 53e régiment d’infanterie coloniale 30. Oktober 1917 - 43e régiment d’infanterie - 127e régiment d’infanterie 9. November 1917 - 99e régiment d’infanterie - 52e régiment d’infanterie - 75e régiment d’infanterie & 140e régiments d’infanterie - 101e batterie de tranchée du 2e régiment d’artillerie de campagne - Compagnies du génie 19/2 & 19/52 19. November 1917 - 67e bataillon de chasseurs à pied 21. November 1917 - 52e régiment d’infanterie coloniale 25. November 1917 - 103e batterie de tranchée du 9e régiment d’artillerie - 104e batterie de tranchée du 9e régiment d’artillerie 30. November 1917 - Groupe de brancardiers de la 38e division d’infanterie 8. Dezember 1917 - 4e groupe du 116e régiment d’artillerie lourde 23. Dezember 1917 - 363e régiment d’infanterie 25. Dezember 1917 - 93e régiment d’infanterie 27. Dezember 1917 - 3e groupe du 116e régiment d’artillerie lourde 30. Dezember 1917 - 37e régiment d’infanterie - 160e régiment d’infanterie - Compagnies 20/1 & 20/2 du 10e régiment du génie - 106e batterie du 41e régiment d’artillerie 9. Januar 1918 - Compagnie 26/53 du 10e régiment du génie 28. Januar 1918 - 121e & 139e régiments d’infanterie 16. Februar 1918 - 23e bataillon de chasseurs à pied 19. März 1918 - 101e batterie du 2e régiment d’artillerie de coloniale 4. April 1918 - Compagnies 8/7 & 8/57 du 4e régiment du génie 20. April 1918 - 350e régiment d’infanterie - 65e & 69e bataillons de chasseurs à pied 5. Mai 1918 - 4e régiment d’infanterie () - 82e régiment d’infanterie - 131e & 159e régiments d’infanterie 9. Mai 1918 - Compagnie 7/2 du 7e bataillon du génie 15. Mai 1918 - 165e régiment d’infanterie 19. Mai 1918 - 54e régiment d’artillerie de campagne 21. Mai 1918 - 265e régiment d’artillerie de campagne 6. Juni 1918 - 171e régiment d’infanterie 21. Juni 1918 - 64e régiment d’infanterie - Compagnie 20/52 du 10e régiment du génie 27. Juni 1918 - 9e & 16e groupes d’autos-canons et autos-mitrailleuses 3. Juli 1918 - 372e régiment d’infanterie 6. Juli 1918 - 61e bataillon de tirailleurs sénégalais - Compagnie 21/1 du 11e régiment du génie - 2e régiment d’artillerie coloniale | 8. Juli 1918 - 39e régiment d’infanterie - 129e régiment d’infanterie - 33e régiment d’infanterie coloniale 13. Juli 1918 - 41e régiment d’infanterie - 71e régiment d’infanterie 24. Juli 1918 - 24e régiment d’infanterie coloniale 2. August 1918 - 408e régiment d’infanterie - 33e régiment d’artillerie de campagne 4. August 1918 - 259e régiment d’artillerie de campagne - 36e régiment d’infanterie - 415e régiment d’infanterie 10. August 1918 - 114e régiment d’infanterie - 8e régiment d’artillerie de campagne 13. August 1918 - 7e régiment d’infanterie coloniale - 17e régiment de chasseurs à cheval - 18e régiment de chasseurs à cheval - 4e régiment de dragons - 12e régiment de dragons - 1er régiment d’artillerie coloniale - 7e groupe d’autos-canons et autos-mitrailleuses 14. August 1918 - 5e régiment d’infanterie coloniale 19. August 1918 - 14e régiment d’infanterie - 97e régiment d’infanterie - 64e bataillon de tirailleurs sénégalais - 1er groupe d’autos-canons et autos-mitrailleuses 20. August 1918 - 105e régiment d’infanterie - 16e régiment d’infanterie - 147e régiment d’infanterie 23. August 1918 - 100e régiment d’infanterie - Compagnie 26/2 du 10e régiment du génie 27. August 1918 - 266e régiment d’artillerie de campagne 3. September 1918 - 87e régiment d’infanterie - 33e régiment d’infanterie - 48e régiment d’infanterie - 70e régiment d’infanterie - 74e régiment d’infanterie - 320e, 328e, 403e, 407e & 410e régiments d’infanterie - 41e, 59e, 61e, & 70e Bataillons de chasseurs à pied - 12e Bataillon de tirailleurs malgaches - Compagnie 10/1 du 6e régiment du génie - 1er, 6e, 15e & 33e groupes d’artillerie d’assaut - 228e régiment d’artillerie de campagne - 6e groupe du 107e régiment d’artillerie lourde 11. September 1918 - 2e régiment d’infanterie - 225e & 298e régiments d’infanterie - 6e groupe du 120e régiment d’artillerie lourde 16. September 1918 - 47e régiment d’infanterie - 233e régiments d’infanterie 19. September 1918 - 404e régiment d’infanterie - Compagnies 9/2 6 9/52 du 6e régiment du génie 23. September 1918 - Compagnie 9/7 du 6e régiment du génie 27. September 1918 - 2e & 260e régiments d’artillerie de campagne 28. September 1918 - 6e régiment d’infanterie - 119e, 132e, 167e, 327e & 366e régiments d’infanterie - 51e & 52e bataillons de chasseurs à pied - Compagnie 11/4 du 6e régiment du génie 3. Oktober 1918 - 9e régiment d’infanterie 4. Oktober 1918 - 20e régiment d’infanterie - 80e régiment d’infanterie - 135e régiment d’infanterie - 10e & 64e bataillons de chasseurs à pied - 4e, 36e & 234e régiments d’artillerie de campagne - Compagnies 4/13 & 22/13 du 1er régiment du génie - Compagnie 20/51 du 10e régiment du génie 7. Oktober 1918 - Compagnie 7/13 du 7e bataillon du génie - 279e, 283e & 369e régiments d’infanterie - 62e & 235e régiments d’artillerie de campagne - 5e groupe d’artillerie d’assaut - 45e, 48e & 55e bataillons de chasseurs à pied 15. Oktober 1918 - 5e régiment d’infanterie - 54e régiment d’infanterie - 90e régiment d’infanterie - 141e régiments d’infanterie - Compagnie 19/51 du 2e régiment du génie - Compagnie 1/4 du 3e régiment du génie - Compagnies 25/1 & 25/51 du 9e régiment du génie - Compagnie 22/63 du 21e régiment du génie - 14e, 55e & 225e régiments d’artillerie de campagne - Compagnie 327 de chars légers | 4. November 1918 - 27e régiment d’infanterie - 62e régiment d’infanterie - 118e, 130e, 174e, 219e, 230e, 265e & 344e régiments d’infanterie - 3e & 18e bataillons de chasseurs à pied - 2e régiment de tirailleurs marocains - 1er bataillon de tirailleurs somalis - Compagnies 2/7 & 2/57 du 3e régiment du génie - Compagnie 11/13 du 6e régiment du génie - 27e, 36e et 69e bataillons de tirailleurs sénégalais - 51e, 222e & 251e régiments d’artillerie de campagne - 8e Groupe du 111e régiment d’artillerie lourde 13. November 1918 - 79e régiment d’infanterie - 86e régiment d’infanterie , 113e, 248e, 413e, 414e & 416e régiments d’infanterie - 15e & 56e bataillons de chasseurs à pied - 9e régiment de marche de tirailleurs - 9e, 11e régiments de cuirassiers - 5e, 27e, 28e & 38e régiments d’artillerie de campagne - Compagnie du génie 28/54 16. November 1918 - 42e régiment d’infanterie coloniale 17. November 1918 - Compagnie 11/2 du 6e régiment du génie - 63e régiment d’infanterie - 17e régiment d’infanterie, 101e régiment d’infanterie, 102e régiment d’infanterie, 103e régiment d’infanterie, 104e régiment d’infanterie, 124e, 346e & 356e régiments d’infanterie - 106e, 120e & 121e bataillons de chasseurs à pied - Compagnie 323 du 503e régiment de chars légers - 17e, 42e & 255e régiments d’artillerie de campagne 23. November 1918 - 57e régiment d’infanterie - 59e régiment d’infanterie - 10e, 126e & 412e régiments d’infanterie - 43e bataillon de chasseurs à pied - 31e régiment de dragons - 29e & 43e régiments d’artillerie de campagne - 1er, 3e & 4e groupe du 81e Régiment d’artillerie lourde - Groupe B du 83e régiment d’artillerie lourde - Compagnie 3/51 du 3e régiment du génie - Compagnie 14/13 du 4e régiment du génie - Compagnie 7/52 du 7e bataillon du génie 24. November 1918 - Compagnies 16/2 & 16/3 du 2e régiment du génie - Compagnies 5/4, 5/52 & 22/3 du 21e régiment du génie - 217e & 275e régiments d’artillerie de campagne - Groupe d’artillerie de la 6e division de cavalerie - 1er Groupe du 116e régiment d’artillerie lourde - 226e régiment d’infanterie - 42e bataillon de chasseurs à pied 27. November 1918 - 28e régiment d’infanterie - 50e régiment d’infanterie - Compagnies 16/13 & 16/63 du 2e régiment du génie - 58e, 240e & 256e régiments d’artillerie de campagne 29. November 1918 - 115e, 117e & 355e régiments d’infanterie - 6e régiment d’artillerie de campagne - 2e groupe du 320e régiment d’artillerie lourde - Compagnies 301 & 302 de chars légers 5. Dezember 1918 - 14e & 17e groupes d’artillerie d’assaut 10. Dezember 1918 - 13e régiment d’infanterie - 29e régiment d’infanterie - 31e régiment d’infanterie - 85e régiment d’infanterie - 95e régiment d’infanterie - 166e, 338e & 365e régiments d’infanterie - 10e régiment de marche de tirailleurs - 53e bataillon de tirailleurs sénégalais - 7e, 25e, 30e, 205e, 243e, 252e & 257e régiments d’artillerie de campagne - 5e groupe du 103e régiment d’artillerie lourde - 5e groupe du 110e régiment d’artillerie lourde - 2e bataillon d’infanterie légère d’Afrique - Compagnie 3/13 du 3e régiment du génie - Compagnies 6/14 & 6/64 du 9e régiment du génie - Compagnie 7/1 du 7e bataillon du génie - 4e régiment de cuirassiers | 19. Dezember 1918 - 56e, - 68e régiment d’infanterie - 122e, 134e, 232e, 325e, 333e & 335e régiments d’infanterie - 26e & 49e bataillons de chasseurs à pied - 11e régiment de marche de tirailleurs - Compagnie 4/5 du 1er régiment du génie - Compagnie 3/1 du 3e régiment du génie - Compagnies 27/3 & 27/53 du 11e régiment du génie - Compagnies 5/7 & 5/57 du 21e régiment du génie - 2e régiment de dragons, 14e régiment de dragons - 3e, 57e, 59e, 208e, 226e & 264e régiments d’artillerie de campagne - 6e & 8e groupes d’autos-canons et autos-mitrailleuses 25. Dezember 1918 - 73e régiment d’infanterie - 7e, 47e, 53e, 62e & 63e bataillons de chasseurs à pied - 18e & 24e régiments d’artillerie de campagne - Compagnies 17/1 et 17/51 du 2e régiment du génie - Compagnies 1/13 & 1/63 du 3e régiment du génie - Compagnie 11/1 du 6e régiment du génie - 5e régiment de marche de tirailleurs 3. Januar 1919 - 7e régiment d’infanterie - 89e & 90e régiments d’infanterie territoriale - 5e régiment de cuirassiers - 8e régiment de cuirassiers - 12e régiment de cuirassiers - 31e, 44e, 53e, 223e, 254e & 268e régiments d’artillerie de campagne - 5e groupe du 133e régiment d’artillerie lourde - Compagnie 4/8 du 1er régiment du génie - Compagnies 11/3 & 11/63 du 6e régiment du génie 4. Januar 1919 - 1er régiment d’infanterie coloniale 7. Januar 1919 - Compagnies 17/51 M. & 26/4 M. du 2e régiment du génie - Compagnies 14/2 & 14/52 du 4e régiment du génie - Compagnies 25/4 & 25/54 du 9e régiment du génie 12. Januar 1919 - Détachement de télégraphistes de la 38e division d’infanterie - 20e & 44e régiments d’artillerie de campagne - 11e régiment de chasseurs à cheval 31. Januar 1919 - 3e régiment d’infanterie - 83e régiment d’infanterie - 91e régiment d’infanterie - 205e, 234e, 264e, 307e & 367e régiments d’infanterie - 6e régiment de marche de tirailleurs - 1er, 48e, 49e, 50e, 210e, 227e, 237e, 246e & 263e régiments d’artillerie de campagne - 1er groupe du 103e régiment d’artillerie lourde - 8e groupe du 108e régiment d’artillerie lourde - 3e & 22e régiments d’artillerie coloniale - Compagnies 1/14 et 1/64 du 3e régiment du génie - Compagnies 13/14 et 13/64 du 4e régiment du génie - Compagnies 10/25 et 10/51 du 6e régiment du génie - 8e Groupe du 121e régiment d’artillerie lourde 9. Februar 1919 - 319e régiment d’infanterie - 10e, 232e & 250e régiments d’artillerie de campagne - 5e Groupe du 105e régiment d’artillerie lourde - 7e Groupe du 117e régiment d’artillerie lourde - 5e Groupe du 132e régiment d’artillerie lourde - 3e Groupe du 141e régiment d’artillerie lourde - 1er Groupe du 320e régiment d’artillerie lourde - 3e Groupe du 320e régiment d’artillerie lourde - Compagnies 16/4, 19/52 M. & 26/2 M. du 2e régiment du génie - Compagnie 14/6 du 4e régiment du génie - Compagnies 6/2 et 6/52 du 9e régiment du génie - Compagnie 22/1 du 21e régiment du génie - 24e, - 53e régiment d’infanterie | 17. Februar 1919 - 107e, 108e, 136e & 142e régiments d’infanterie - 114e bataillon de chasseurs à pied - 5e groupe cycliste - 62e et 68e bataillons de tirailleurs sénégalais - 22e & 34e régiments d’artillerie de campagne - 1er Groupe du 109e régiment d’artillerie lourde - 5e groupe du 111e régiment d’artillerie lourde - 1er groupe du 120e régiment d’artillerie lourde - 6e groupe du 138e régiment d’artillerie lourde - 41e régiment d’artillerie coloniale - 6e régiment de cuirassiers - 11e groupe d’autos-canons et autos-mitrailleuses - Compagnies 16/1, 16/51, 18/2 & 18/52 du 2e régiment du génie - Compagnie 13/2 du 4e régiment du génie - Compagnie 12/52 du 6e régiment du génie - Compagnie 15/62 du 7e régiment du génie - Compagnie 7/14 du 7e gataillon du génie - Groupe de brancardiers de la 42e division d’infanterie - Compagnie du génie 28/2 1. März 1919 - 1er Groupe cycliste - 16e & 22e Régiments de dragons - 239e régiment d’artillerie de campagne - Groupe C du 85e régiment d’artillerie lourde - B. Groupes & C du 89e régiment d’artillerie lourde - Groupe C du 283e régiment d’artillerie lourde - Groupe A du 284e régiment d’artillerie lourde - 2e Groupe du 290e régiment d’artillerie lourde - 13e groupe d’autos-canons et autos-mitrailleuses 5. März 1919 - 84e régiment d’infanterie - 148e régiment d’infanterie 21. März 1919 - 89e régiment d’infanterie - 120e régiment d’infanterie () - 8e régiment de dragons - 15e régiment de dragons - 20e régiment de dragons - 6e & 215e régiments d’artillerie de campagne - 3e Groupe du 109e régiment d’artillerie lourde - 6e Groupe du 113e régiment d’artillerie lourde - Compagnies 303, 304, 305 & 306 de chars légers - Compagnie 21/51 du 11e régiment du génie 17. April 1919 - 15e régiment d’infanterie - 143e régiments d’infanterie - 9e régiment de dragons - 29e régiment de dragons - 238e régiment d’artillerie de campagne - Compagnie 15/1 du 7e régiment du génie - Compagnies 328 & 356 de chars blindés 15. Mai 1919 - 144e régiment d’infanterie - 9e bataillon de chasseurs à pied - 2e et 3e groupes cyclistes - 5e régiment de chasseurs à cheval - 15e régiment de chasseurs à cheval - Groupe d’artillerie à cheval de la 1re division de cavalerie 12. Mai 1919 - 45e régiment d’infanterie 30. Mai 1919 - 4e régiment de chasseurs d’Afrique 8. Juni 1919 - 78e régiment d’infanterie - 138e régiment d’infanterie - 3e régiment de hussards 1. Oktober 1919 - 4e régiment d’infanterie coloniale 26. Juli 1919 - 1er régiment de chasseurs d’Afrique 29. Juli 1919 - Compagnies 322 & 324 du 503e régiment de chars légers 9. September 1919 - 101e Batterie du 12e régiment d’artillerie de campagne - 106e Batterie du 3e régiment d’artillerie de coloniale - 102e Batterie de 58 du 238e régiment d’artillerie de campagne - 103e Batterie de 58 du 9e régiment d’artillerie de campagne - 104e Batterie du 253e régiment d’artillerie de campagne - 117e Batterie du 206e régiment d’artillerie de campagne - 130e Batterie du 26e régiment d’artillerie de campagne 29. September 1919 - Compagnies 313, 314 & 315 du 502e régiment de chars blindés - Compagnies 319, 320 & 321 du 503e régiment de chars blindés - Compagnies 329 & 330 du 504e régiment de chars blindés 6. Juni 1955 - 1er régiment de dragons - 3e régiment de dragons - 5e régiment de dragons 5. November 1975 - 306e régiment d’artillerie de campagne |

Für 1939–1945 ausgezeichnete Einheiten
Fourragère der Légion d’honneur mit Olive in den Farben der Légion d’honneur und des Croix de guerre 1939–1945
- 2e Régiment de chasseurs parachutistes S.A.S. (27. September 1945)

Fourragère der Médaille militaire mit Olive in den Farben der Médaille militaire und des Croix de guerre 1939–1945
- 13e demi-brigade de la Légion étrangère (18. September 1946)
- 2e Groupe de tabors marocains (18. September 1946)
- Régiment de marche du Tchad (18. September 1946)
- 4e régiment de tirailleurs tunisiens (21. März 1947)
- 3e régiment de tirailleurs algériens (13. Januar 1949)
- Bataillon d’infanterie de marine et du Pacifique (15. Juni 1950)

Fourragère des Croix de guerre 1914–1918 mit Olive in den Farben des Croix de guerre 1939–1945
| I. | II. | III. | IV. | V. |
| --- | --- | --- | --- | --- |
| - 3e régiment de chasseurs parachutistes S.A.S. (27. September 1945) - 1er régiment de chasseurs parachutistes S.A.S. (5. November 1945) - 1er régiment d’infanterie (18. September 1946) - 4e bataillon de chasseurs à pied (18. September 1946) - 11e bataillon de chasseurs alpins (18. September 1946) - 3e bataillon de zouaves portés (18. September 1946) - 1er bataillon de choc (18. September 1946) - 7e régiment de tirailleurs algériens (18. September 1946) - Régiment d’infanterie coloniale du Maroc (18. September 1946) - 2e, 6e, 21e & 23e régiments d’infanterie coloniale (18. September 1946) - Bataillons de marche n°2 & n°5 (18. September 1946) | - Bataillon d’infanterie de marine et du Pacifique (18. September 1946) - 1er, 4e, 5e, 6e & 8e régiments de tirailleurs marocains (18. September 1946) - 501e régiment de chars de combat (18. September 1946) - Régiment colonial de chasseurs de chars (18. September 1946) - 5e, 7e, 8e & 12e régiments de chasseurs d’Afrique (18. September 1946) - 2e régiment de dragons (18. September 1946) - 1er régiment de cuirassiers (18. September 1946) - 2e régiment de cuirassiers (18. September 1946) - 3e régiment de spahis algériens (18. September 1946) - 1er régiment de marche de spahis marocains (18. September 1946) | - 3e & 4e Régiments de spahis marocains (18. September 1946) - 1er régiment étranger de cavalerie (18. September 1946) - 12e Régiment de cuirassiers (18. September 1946) - 1er, 3e et 4e Groupes de tabors marocains (18. September 1946) - 1er groupe du 3e Régiment d’artillerie coloniale (18. September 1946) - 22e groupe colonial de F.T.A. (18. September 1946) - 1er régiment d’artillerie (18. September 1946) - 13e & 83e bataillons du génie (18. September 1946) - 1er groupe du 40e Régiment d’artillerie nord africain (18. September 1946) - 11e groupe blindé du 64e Régiment d’artillerie d’Afrique (18. September 1946) | - 67e régiment d’artillerie d’Afrique (18. September 1946) - 1er groupe du 68e Régiment d’artillerie d’Afrique (18. September 1946) - 4e régiment de zouaves (21. März 1947) - Régiment de marche de la Légion étrangère [jetzt 3e R.E.I.] (21. März 1947) - 2e & 3e groupes du 68e Régiment d’artillerie d’Afrique (21. März 1947) - 1e & 2e compagnies du 87e Bataillon du génie (21. März 1947) - Commando de parachutistes coloniaux (7. Oktober 1947) - 3e bataillon de choc [ groupe de commandos de France ] (13. Januar 1949) - Régiment de tirailleurs sénégalais du Tchad (13. Januar 1949) - 43e régiment d’infanterie coloniale (13. Januar 1949) | - 64e régiment d’artillerie d’Afrique (13. Januar 1949) - 27e bataillon de chasseurs alpins (15. Juni 1950) - 2e régiment de tirailleurs marocains (15. Juni 1950) - 11e régiment de cuirassiers (15. Juni 1950) - 2e régiment de spahis algériens (27. Februar 1951) - 1er régiment d’artillerie coloniale (5. Januar 1952) - 60e goum marocain (5. September 1952) - 7e régiment de tirailleurs marocains (19. Januar 1954) - 1er régiment de choc [ vormals 1er Bataillon de choc ] (3. Mai 1954) - 3e tabor du 1er Groupe de tabors marocains (6. Juni 1955) - 7e bataillon de chars légers (28. Juni 1962) |

 Fourragère Légion d’honneur mit Olive des Croix de guerre des Théâtres d'opérations extérieurs
- 2e bataillon étranger de parachutistes (6. Juni 1955)
- 1er régiment de chasseurs Parachutistes (13. Juli 2009)

Fourragère Médaille militaire mit Olive des Croix de guerre des Théâtres d'opérations extérieurs
- 2e bataillon étranger de parachutistes (13. Juli 1954)
- 1er bataillon étranger de parachutistes (13. Juli 1954)
- 6e bataillon de parachutistes coloniaux (13. September 1954)
- 23e groupe d’aviation d’observation d’artillerie (18. Juni 1955)
- Bataillon de Corée (10. November 1955)
- 4e bataillon de marche du 7e Régiment de tirailleurs algériens (10. November 1955)
- 13e Demi-brigade de Légion étrangère (17. März 1956)
- 3e régiment étranger d’infanterie (17. März 1956)
- Régiment d’infanterie coloniale du Maroc (17. März 1956)
- 1er bataillon de parachutistes coloniaux (17. März 1956)
- 1er régiment de chasseurs à cheval (17. März 1956)
- 21e groupe d’aviation d’observation d’artillerie (7. November 1977).
- Régiment d’artillerie coloniale du Maroc (16. Oktober 1978)

Fourragère des Croix de guerre des Théâtres d'opérations extérieurs
| I. | II. | III. | IV. | V. |
| --- | --- | --- | --- | --- |
| - 10e goum mixte marocain (8. Dezember 1925) - 2e bataillon du 22e Régiment de tirailleurs nord-africains (12. März 1926) - 21e régiment de spahis (12. März 1926) - 4e escadron du 1er Régiment étranger de cavalerie (12. März 1926) - 2e bataillon du 63e Régiment de tirailleurs marocains (12. März 1926) - 3e bataillon du 66e Régiment de tirailleurs marocains (12. März 1926) - 1er bataillon du 18e Régiment de tirailleurs algériens (11. Mai 1926) - 2e bataillon du 21e Régiment de tirailleurs algériens (11. Mai 1926) - 2e bataillon du 61e Régiment de tirailleurs marocains (10. Juni 1926) - 66e régiment de tirailleurs marocains (30. Juli 1926) - 16e Goum mixte marocain (23. Oktober 1926) - 5e Compagnie du 521e Régiment de chars de combat (23. Oktober 1926) - 3e bataillon du 2e régiment étranger d’infanterie (7. Februar 1927) - 1er bataillon du 13e régiment de tirailleurs algériens (7. Februar 1927) - 8e bataillon du 1er régiment étranger d’infanterie (21. April 1927) - 6e régiment de spahis (21. April 1927) | - 4e escadron du 12e Régiment de spahis (21. April 1927) - 6e régiment de spahis (21. April 1927) - 4e escadron du 12e régiment de spahis (21. April 1927) - 4e bataillon du 6e régiment de tirailleurs algériens (21. April 1927) - 20e régiment de tirailleurs tunisiens (21. April 1927) - 21e régiment de tirailleurs algériens (21. April 1927) - 6e bataillon du 1er régiment étranger d’infanterie (21. April 1927) - 5e & 9e Batteries du 11e Groupe d’artillerie coloniale (21. April 1927) - 2e Compagnie du 33e Bataillon de génie (22. Juni 1929) - Bataillon de marche du 4e Régiment de tirailleurs marocains (10. August 1949) - 3e Bataillon colonial de commandos parachutistes (18. Mai 1950) - 1er Bataillon du 1er Régiment de parachutistes (15. Juni 1950) - 22e Régiment d’infanterie coloniale (21. Juni 1950) - 23e Régiment d’infanterie coloniale (21. Juni 1950) - 1er Bataillon de parachutistes de choc (15. Juni 1950) - Régiment d’infanterie coloniale du Maroc (15. Juni 1950) | - 3e Régiment étranger d’infanterie (15. Juni 1950) - 6e Régiment d’infanterie coloniale (15. Juni 1950) - 1re Demi-brigade coloniale de commandos parachutistes (15. Juni 1950) - Régiment d’artillerie coloniale du Maroc (15. Juni 1950) - Bataillon de marche du 7e Régiment de tirailleurs algériens (25. Oktober 1950) - 1er Régiment de chasseurs (25. Oktober 1950) - 1er Bataillon étranger de parachutistes (18. Mai 1951) - Détachement français de l’O.N.U. en Corée (6. Juli 1951) - 6e Bataillon colonial de commandos parachutistes (6. Juli 1951) - 7e bataillon de parachutistes coloniaux (29. Januar 1952) - 1er Bataillon de parachutistes coloniaux (18. Februar 1952) - 4e Bataillon de marche du 7e Régiment de tirailleurs algériens (3. April 1952) - 21e Groupe d’aviation d’observation d’artillerie (27. Mai 1952) - 2e Régiment de spahis marocains (23. Juni 1952) - 1er Régiment étranger de cavalerie (8. Juli 1952) - 2e Bataillon étranger de parachutistes (8. Juli 1952) - 11e Goum mixte marocain (5. September 1952) - 1er Bataillon du 2e Régiment étranger d’infanterie (18. November 1952) | - 1er Bataillon du 5e Régiment étranger d’infanterie (18. November 1952) - 8e Bataillon de parachutistes coloniaux (18. November 1952) - 1er Bataillon thaï (18. November 1952) - 1er Bataillon muong (19. Mai 1953) - 13e Demi-brigade de Légion étrangère (19. Mai 1953) - Commando Bergerol (19. Mai 1953) - 1er Groupe d’escadrons du 1er Régiment étranger de cavalerie (19. Mai 1953) - 23e Groupe d’aviation d’observation d’artillerie (27. Juli 1953) - 1er Tabor marocain (19. Januar 1954) - 3e Bataillon du 5e Régiment étranger d’infanterie (19. Januar 1954) - 5e Régiment étranger d’infanterie (17. Februar 1954) - 2e Bataillon de parachutistes coloniaux (9. März 1954) - Groupe de marche du 64e Régiment d’artillerie (24. Juli 1954) - 5e Tabor marocain et unités qui le formaient lors des opérations en Extrême-Orient : 7e & 10e & 32e goums (12. Juli 1955) - 38e Goum de commandement et d’accompagnement de tabor (12. Juli 1955) | - Groupe de marche du 64e Régiment d’artillerie (24. Juli 1954) - 5e Tabor marocain et unités qui le formaient lors des opérations en Extrême-Orient : 7e & 10e & 32e goums (12. Juli 1955) - 38e Goum de commandement et d’accompagnement de tabor (12. Juli 1955) - 21e Régiment d’infanterie coloniale (12. Juli 1955) - Groupement de commandos mixtes aéroportés (12. Juli 1955) - 3e Régiment étranger d’infanterie (10. November 1955) - 2e Bataillon du 43e Régiment d’infanterie coloniale (10. November 1955) - 22e Groupe d’aviation d’observation d’artillerie (10. November 1955) - 71e Bataillon du génie (10. November 1955) - 2e Bataillon du 1er Régiment de chasseurs parachutistes (17. März 1956) - 8e Bataillon de parachutistes de choc (17. März 1956) - 5e Régiment de cuirassiers (17. März 1956) - Groupes de transport n°515 & n°516 (17. März 1956) - 10e Bataillon de chasseurs à pied (8. Mai 1956) - 5e Bataillon de parachutistes coloniaux (2. Juli 1958) - 6e Régiment de spahis (2. Juli 1958) |

Fourragère de l'ordre de la Libération
- 1er Régiment de parachutistes d'infanterie de marine [ex- 2e régiment de chasseurs parachutistes]
- 13e Demi-brigade de la légion étrangère
- Régiment d'infanterie de marine du Pacifique – Nouvelle Calédonie
- Régiment d'infanterie de marine du Pacifique – Polynésie
- Régiment de marche du Tchad
- 2e Régiment d'infanterie de marine [ex- 1e Division de marche d'infanterie/1e Division française libre].
- 501e Régiment de chars de combat
- 1er Régiment de spahis.
- 1er Régiment d'artillerie de marine
- 3e Régiment d’artillerie de marine.

Für 1914–1918 ausgezeichnete Einheiten
Fourragère der Légion d’honneur
- Brigade des Fusiliers marins (15. Mai 1919)

Fourragère des Croix de guerre 1914–1918
| I. | II. | III. | IV. | V. |
| --- | --- | --- | --- | --- |
| - Sous-marin (U-Boot) BERNOUILLI (19. Juli 1916) - Sous-marin CUGNOT (19. Juli 1916) - Chalutier (Kriegsfischkutter) NORD-CAPER (19. Juli 1916) - Torpilleur d’escadre (Flotillentorpedoboot) CASQUE (15. Juni 1918) | - Escadrille d’hydravions (Flugbootgeschwader) de Dunkerque (15. Juni 1918) - Sous-marin MONGE (15. Juni 1918) - Cuirassé garde-côtes (Küstenpanzerschiff) REQUIN (15. Juni 1918) - Dragueur (Minenräumboot) ORIENT (11. Februar 1919) | - Torpilleur d’escadre BOUTEFEU (14. Februar 1919) - Torpilleur d’escadre FOURCHE (14. Februar 1919) - Chalutier PARIS II (14. Februar 1919) - Chalutier RENAUDIN (14. Februar 1919) | - Batterie de canonniers marins (17. Mai 1919) - Cuirassé (Panzerschiff) BOUVET (13. Dezember 1919) - Cuirassé GAULOIS (13. Dezember 1919) - Dragueur PIOCHE (13. Dezember 1919) | - Torpilleur d’escadre BISSON (13. Dezember 1919) - Sous-marin CIRCÉ (13. Dezember 1919) - Escadrille B. 102 (13. Dezember 1919) - Torpilleur (Torpedoboot) BOUCLIER (13. Dezember 1919). |

Für 1939–1945 ausgezeichnete Einheiten
Fourragère der Légion d’honneur und des Croix de guerre 1939–1945
- Sous-marin CASABIANCA.

 Fourragère der Médaille militaire und Croix de guerre 1939–1945
- Torpilleur SIROCO (23. August 1946)
- Sous-marin RUBIS (23. August 1946)
- 1er Bataillon de fusiliers marins commandos
- 1er Régiment de fusiliers marins (R.F.M.)

Fourragère des Croix de guerre 1914–1918 mit Olive des Croix de guerre 1939–1945
- Croiseurs (Kreuzer) SUFFREN, MONTCALM & EMILE-BERTIN (23. August 1946)
- Contre torpilleur Le FANTASQUE, Le TERRIBLE & Le TRIOMPHANT (23. August 1946)
- Torpilleurs d’escadre BISON, LANSQUENET, MAMELUCK, COMMANDANT BORY & COMMANDANT RIVIÈRE (23. August 1946)
- Torpilleurs Le FOUDROYANT, BOUCLIER, BRANLEBAS, La FLORE, L’INCOMPRISE, ADROIT, La COMBATTANTE & CYCLONE (23. August 1946)
- Contre-torpilleurs (Zerstörer) TARTU, BISON, Le MALIN, LÉOPARD & CHEVALIER-PAUL (23. August 1946)
- Corvette des F.N.F.L. ACONIT ; Corvettes RENONCULE et ROSELYS (23. August 1946)
- Aviso COMMANDANT DUBOC ; Aviso colonial SAVORGNAN DE BRAZZA (23. August 1946)
- Sous-marins CURIE, ARÉTHUSE, JUNON, ORPHÉE et PROTÉE (23. August 1946)
- Croiseurs auxiliaires (Hilfskreuzer) X. 6 EL-MANSOUR, X. 16 EL-KANTARA et X. 17 EL-DJEZAIR (23. August 1946)
- AD 90 BERNADETTE; P. 21 CERONS; P. 22 SAUTERNES (23. August 1946)
- Chasseurs 5, 9, 41 et 42 (23. August 1946)
- Patrouilleur MARGUERITE VI ; Chalutier ALBATROS II (23. August 1946)
- Transport JEANNE & GENEVIÈVE (23. August 1946)
- Escadrilles A.B.1, A.B.2, A.C.1 et A.C.2 (23. August 1946)
- Escadrille B. 101 (23. August 1946)
- 1re Flottille de chasse [ 1 F.C. ]
- Commando parachutiste de l’Aéronautique navale
- Régiment blindé de fusiliers marins (R.B.F.M.).

Fourragère der Légion d’honneur mit Olive des Croix de guerre des Théâtres d'opérations extérieurs
- 5e B. 2
- Commando Jaubert (19. Januar 1955)
- Division navale d’assaut n° 3 (19. Januar 1955)
- Escadrille 8.S (19. Januar 1955)
- 28e flottille [ ex-8e flottille ] (19. Januar 1955)

Fourragère der Médaille militaire mit Olive desCroix de guerre des Théâtres d'opérations extérieurs
- Commando François (21. April 1952)
- Division navale d’assaut n° 6 (21. April 1952)
- Commando de Monfort (12. März 1954)
- Division navale d’assaut n° 1 (19. Januar 1955)
- 11e flottille [ ex-1ère flottille ] (19. Januar 1955)

Fourragère des Croix de guerre des Théâtres d'opérations extérieurs
- F.A.I.N. (25. Februar 1949)
- 4e flottille [ héritière de l’escadrille A.B.2. ] (25. Februar 1949)
- Divisions navale d’assaut n° 2, n° 4 et n°8 (17. März 1951)
- COMMANDANT ROBERT GIRAUD (17. März 1951)
- F.A.I.S. (17. März 1951)
- L.C.M. 22 (17. März 1951)
- PAUL GOFFENY (17. März 1951)
- Porte-avions ARROMANCHE (14. April 1953)
- L.C.I.217 (21. April 1953)
- 9e & 12e flottilles (6. Juni 1953)
- ARQUEBUSE [ ex-LSSL 9022 ] (19. Januar 1955)
- RAPIÈRE [ ex-LSSL 6 ] (19. Januar 1955)
- HALLEBARDE (19. Januar 1955)
- B.A.N. CAT LAI (19. Januar 1955)
- Division navale d’assaut n° 12 (19. Januar 1955)

Fourragère de l'ordre de la Libération
- Sous-marin „Rubis“ (S601) als Nachfolger des Minenlege-U-Bootes „Rubis“ (Ausgezeichnet mit dem Croix de la Libération durch Dekret vom 14. Oktober 1941)
- Frégate „Aconit“ als Nachfolger der Korvette „Aconit“ (Ausgezeichnet mit dem Croix de la Libération durch Dekret vom 19. April 1943)
- L'école des fusiliers marins als Traditionsverband des 1er Régiment de fusiliers marins (Ausgezeichnet mit dem Croix de la Libération durch Dekret vom 12. Juni 1945)
- Porte-avions (Flugzeugträger) „Charles De Gaulle“ (zur Ehre von Général De Gaulle)

Für 1914–1918 ausgezeichnete Einheiten
Fourragère der Médaille militaire
- Escadrille 65 (19. September 1918)
- Escadrille Spad 3 (24. November 1918)
- Escadrille Spa 62 (10. Dezember 1918)
- Escadrille Sal 1 (17. Februar 1919)
- Escadrille B.R. 29 (17. Februar 1919)
- Escadrille C.46 (17. Februar 1919)
- Escadrilles B.R. 66, B.R. 108 et B.R. 111 (17. Februar 1919)
- Escadron de bombardement 1/93 « Guyenne » (2. Dezember 1966)

Fourragère des Croix de guerre 1914–1918
| I. | II. | III. | IV. | V. |
| --- | --- | --- | --- | --- |
| - Escadrille 67 (30. Juli 1916) - 1er Groupe de bombardement (30. Juli 1916) - Escadrille F. 55 (15. Oktober 1916) - Escadrille C.11 (18. November 1916) - Escadrille V.B. 101 (25. Januar 1917) - Escadrille F. 25 (7. Mai 1917) - Escadrille 57 (7. Mai 1917) | - Escadrille A.R. 8 [ ex-F.8 ] (9. November 1917) - Escadrille A.R. 20 (11. November 1917) - Escadrille C. 27 (11. November 1917) - Escadrille 228 (2. Dezember 1917) - Escadrille B.R. 218 [ ex-section N.F. 218 ] (12. Januar 1918) - Escadrille Spa 38 (23. Januar 1918) | - Escadrille Spa 23 (19. März 1918) - Escadrille Spa 15 (20. April 1918) - Escadrille Sal 10 (24. Juli 1918) - Escadrille 109 (27. August 1918) - Escadrilles 219 6 227 (16. September 1918) - Escadrilles 117, 120 6 B.R. 127 (19. September 1918) - Escadrilles 18 6 69 (4. Oktober 1918) | - Escadrilles 48 6 81 (7. Oktober 1918) - Escadrilles 17, 52, 53 6 77 (15. Oktober 1918) - Escadrilles Spa 88 6 Sal 203 (23. November 1918) - Escadrilles 104, 105, 106, 107 6 123 (19. Dezember 1918) - Escadrille Sal 19 (25. Dezember 1918) | - Escadrille B.R. 226 (3. Januar 1919) - Escadrille 110 (19. Januar 1919) - Escadrilles 33, 56, B.R. 126, B.R. 128, B.R. 129, B.R. 131, B.R. 132, B.R. 134, R. 239 6 R. 240 (17. Februar 1919) - Escadrille 103 « Escadrille Lafayette » [ ex-escadrille 124 ] (21. März 1919) - Escadron de bombardement 1/93 « Guyenne » (2. Dezember 1966). |

Für 1939–1945 ausgezeichnete Einheiten
Fourragère der Légion d’honneur mit Olive der Légion d’honneur und Croix de guerre 1939–1945
- Groupe de bombardement 1/20 « Lorraine » (10. April 1945)
- Groupe de bombardement moyen 2/20 « Bretagne » (10. Juli 1945)
- Régiment de chasse 3/5 « Normandie-Niémen » (13. Juli 1945)
- Groupe de chasse 3/2 « Alsace » (6. September 1945)
- 2e régiment de chasseurs parachutistes (27. September 1945)

Fourragère der Médaille militaire mit Olive der Médaille militaire und Croix de guerre 1939–1945
- 31e Escadre de bombardement moyen (10. Juli 1945)
- Groupe de bombardement moyen 1/22 « Maroc » (10. Juli 1945)
- Groupe de chasse 2/5 « La Fayette » (26. September 1945)
- Groupe de chasse 2/7 « Nice » (5. November 1945)
- Groupe de chasse 4/2 « Île-de-France » (14. November 1945)
- Groupe de chasse 1/2 « Cigognes » (25. Oktober 1946 ?)
- Groupe de bombardement moyen 2/52 « Franche-Comté » [ devenu groupe de transport 2/62 ] (12. August 1948)
- Groupe de chasse 1/4 « Dauphiné » (26. April 1949)

Fourragère des Croix de guerre 1914–1918 mit Olive des Croix de guerre 1939–1945
- 34e Escadre de bombardement moyen (10. Juli 1045)
- Groupes de bombardement moyen 1/19 « Gascogne », 1/32 « Bourgogne », 2/52 « Franche-Comté » & 2/63 « Sénégal » (10. Juli 1045) *Groupe de bombardement lourd 2/23 « Guyenne » (14. August 1945)
- Groupe de bombardement 1/31 « Aunis » (21. September 1945)
- Groupe de reconnaissance 1/33 « Belfort » (21. September 1945)
- Groupes de chasse 1/2 « Cigognes », 1/5 « Champagne » et 1/4 « Navarre » (26. September 1945)
- Groupe de bombardement 1/25 « Tunisie » (26. September 1945)
- Groupe de reconnaissance 2/33 « Savoie » (26. September 1945)
- 3e Régiment de chasseurs parachutistes (27. September 1945)
- Groupes de chasse 1/7 « Provence » & Groupe de chasse 3/6 « Roussillon » (5. November 1945)
- Groupe de bombardement 1/34 « Béarn » (5. November 1945)
- 1er Régiment de chasseurs parachutistes (5. November 1945)
- Groupes de chasse 1/3 « Corse » & 2/3 « Dauphiné » (25. März 1946)
- Groupes de chasse 2/2 « Berry » (19. September 1946)
- Groupe de bombardement 2/91 « Guyenne » (19. Dezember 1957)
- Escadron de bombardement 1/92 « Bourgogne » (8. Juli 1958)
- Escadron de bombardement 2/92 « Aquitaine » (19. August 1959)
- Escadron de bombardement 1/93 « Guyenne » (2. Dezember 1966)

Fourragère der Légion d’honneur mit Olive des la Croix de guerre des Théâtres d'opérations extérieurs
- Groupe de transport 1/64 « Béarn » (15. Januar 1955)
- Groupe de transport 2/64 « Anjou » (18. April 1955)
- Groupe de bombardement moyen 1/19 « Gascogne » (22. August 1955)
- Escadron de transport 1/64 « Béarn » (20. Juli 1957)

Fourragère der Médaille militaire mit Olive des la Croix de guerre des Théâtres d'opérations extérieurs
- 37e Régiment d’aviation (10. Juli 1926)
- Groupe de transport 1/64 « Béarn » (30. Juli 1951)
- Groupe de transport 2/64 « Anjou » (11. Juni 1954)
- Groupe de transport 2/62 « Franche-Comté » (30. März 1955)
- Escadron de reconnaissance d’outre-mer n° 80 (18. April 1955)
- Groupe de bombardement 1/25 « Tunisie » (18. April 1955)
- Groupe de bombardement 1/19 « Gascogne » (14. Mai 1955)
- Escadron de bombardement 2/92 « Aquitaine » (19. August 1959)

Fourragère des Croix de guerre des Théâtres d'opérations extérieurs
| I. | II. | III. | IV. | V. |
| --- | --- | --- | --- | --- |
| - 39e Régiment d’aviation (11. Mai 1926) - 1er Escadron du 39e Régiment d’aviation (3. Mai 1928) - 4e Escadron du 33e Régiment d’aviation (3. Mai 1928) - Groupe de transport 1/64 « Béarn » (26. August 1949) - Groupe de transport 2/64 « Anjou » (26. August 1949) | - 5e Escadre de chasse (16. Februar 1952) - 21e Groupe aérien d’observation d’artillerie (27. Mai 1952) - Groupe de chasse 3/6 « Roussillon » (1. Oktober 1952) - Escadrille de reconnaissance d’outre-mer n° 80 (26. November 1952) | - Escadrille de liaisons aériennes n° 52 (26. November 1952) - Escadrille de liaisons aériennes n° 53 (8. April 1953) - 23e Groupe aérien d’observation d’artillerie (27. Juli 1953) - Groupe de chasse 1/9 « Limousin » (8. September 1953) - Groupe de bombardement 1/19 « Gascogne » (22. September 1953) | - Groupe de chasse 1/6 « Corse » (24. Oktober 1953) - Groupe de bombardement 1/25 « Tunisie » (21. November 1953) - Groupe de chasse 2/8 « Languedoc » (21. November 1953) - Groupe de chasse 1/8 « Saintonge » (21. November 1953) | - Groupe de chasse 2/6 « Normandie-Niémen » (24. November 1953) - Groupe de chasse 1/21 « Artois » (17. Februar 1955) - Groupe de chasse 2/21 « Auvergne » (30. März 1955) - Escadron de bombardement 2/92 « Aquitaine » (19. August 1959) |

Fourragère de l'ordre de la Libération
- Escadron de chasse 2/30 „Normandie-Niemen“
- Escadron de chasse 1/30 „Alsace“
- Escadron de chasse 2/5 „Ile de France“
- Escadron de chasse 3/33 „Lorraine“

Für 1914–1918 ausgezeichnete Einheiten
Fourragère der Médaille militaire
USA:
- 646. Medical Platoon (21. März 1919)

Belgien:
- 2e Régiment de lanciers (21. März 1919 ?)

Portugal:
Regimento da infantaria núm. 15 (4. April 1958)
Fourragère des Croix de guerre 1914–1918
Russland:
Bataillon de légion russe (19. Dezember 1918)
Großbritannien:
2nd  Mobilized Medical  Platoon der 72nd  Infantery Divisison (15. Mai 1919)
USA:
- 539th Medical Platoon    (21. März 1919)
- 625th Medical Platoon    (21. März 1919)
- 18th Infantry Regiment (25. August 1919)
- 9th Infantry Regiment (28. August 1919)
- 23th & 28th Infantry Regiment (28. August 1919)
- 5th & 6th Marines Regiment (28. August 1919)
- 6th Machinegun Battalion (28. August 1919)
- 16th & 26th Infantry Regiment (3. Februar 1920)
- 2nd & 3rd Machinegun-Battalion (18. Juni 1920)
- 2nd Engineers Regiment (31. August 1920)
- 1st Engineers Regiment (18. Dezember 1920)
- 1st Machinegun Battalion (18. Dezember 1920)
- 5th,6th & 7th Artillery Regiment (18. Dezember 1920)
- 2nd Signal Bataillon (18. Dezember 1920)
- 4th Machinegun Battalion (8. August 1821)
- 12th,15th & 17th Field Artillery Regiment (8. August 1821)
- 1st Field Signal Battalion (8. August 1821)

Für 1939–1945 ausgezeichnete Einheiten (Nur USA)
Fourragère der Médaille militaire und des Croix de guerre 1939–1945
- 16th, 18th & 26th Infantery_Regiments (1. Dezember 1950)
- 5th & 7th Field Artillery Battalions (1. Dezember 1950)
- 1st Engineers Battalion  (1. Dezember 1950)
- 1st Signal Company (1. Dezember 1950)
- Fourragère des Croix de guerre 1939–1945

| I. | II. | III. | IV. | V. |
| --- | --- | --- | --- | --- |
| - 36th Infantry Division - 753rd Tnk Battalion (8. August 1950) - 434th & 439th Troop Carrier Groups (1. Dezember 1950) - 1st Infantry Division : - Headquarters and Headquarters Company (1. Dezember 1950) - Artillery Headquarters and Headquarters Battery (1. Dezember 1950) - 32nd & 33rd Field Artillery Battalions (1. Dezember 1950) - 103rd Antiaircraft Artillery Automatic Weapons Battalion (1. Dezember 1950) - 1st Reconnaissance Troop (1. Dezember 1950) - 1st Medical Battalion (1. Dezember 1950) - 701st Ordonnance Light Maintenance Company (1. Dezember 1950) - 1st Quartermaster Company (1. Dezember 1950) - Special Troops Headquarters (1. Dezember 1950) - Military Police Platoon (1. Dezember 1950) - Marching Band (1. Dezember 1950) | - 7th Armored Division - 17th & 31st Tank Battalions (1. Dezember 1950) - 23rd Armored Infantry Battalion (1. Dezember 1950) - 104th Infantry Regiment (1. Dezember 1950) - 82nd Airborne Division : - Headquarters and Headquarters company (1. Dezember 1950) - 325th Glider Infantry Regiment (1. Dezember 1950) - 505th, 507th & 508th Parachute Infantry Regiments (1. Dezember 1950) - 82nd Airborne Signal Company (1. Dezember 1950) - 307th Airborne Medical Company (1. Dezember 1950) - 80th Antiaircraft Artillery Battalion (1. Dezember 1950) - Headquarters and Headquarters Battery and Batterys A, B, C (1. Dezember 1950) - 307th Airborne Engineer Battalion Companies A et B (1. Dezember 1950) - Artillery Headquarters and Headquarters Battery (1. Dezember 1950) | - 319th & 320th Glider Field Artillery Battalions (1. Dezember 1950) - 3rd Infantry Division - 106th Cavalry Group Headquarters (1. Dezember 1950) - 106th Cavalry Regiment (1. Dezember 1950) - Reconnaissance Squadrons Group (1. Dezember 1950) - 4th Armored Division - Combat Command A, B, R (1. Dezember 1950) - Headquarters and Headquarters Company (1. Dezember 1950) - 8th, 35th & 37th Tank Battalions (1. Dezember 1950) - 10th, 51st & 53rd Armored Infantry Battalions (1. Dezember 1950) - 25th Cavalry Reconnaissance Squadron (1. Dezember 1950) - 24th Armored Engineer Battalion (1. Dezember 1950) - 144th Armored Signal Company (1. Dezember 1950) - Artillery Headquarters and Headquarters Battery (1. Dezember 1950) | - 22nd, 66th & 94th Armored Field Artillery Battalions (1. Dezember 1950) - Trains Headquarters (1. Dezember 1950) - 126th Ordonnance Maintenance Battalion (1. Dezember 1950) - 46th Armored Medical Battalion (1. Dezember 1950) - Military Police Platoon (1. Dezember 1950) - Marching Band (1. Dezember 1950) - 489th Antiaircraft Artillery Automatic Weapons Battalion (1. Dezember 1950) - 704th Tank Destroyer Battalion (1. Dezember 1950) - 79th Infantry Division : - Marching Band (1. Dezember 1950) - Artillery Headquarters and Headquarters Battery (1. Dezember 1950) - Headquarters and Headquarters Company (1. Dezember 1950) - Special Troops Headquarters (1. Dezember 1950) | - Military Police Platoon (1. Dezember 1950) - 79th Quartermaster Company (1. Dezember 1950) - 79th Reconnaissance Troop (1. Dezember 1950) - 79th Signal Company (1. Dezember 1950) - 304th Engineer Combat Battalion (1. Dezember 1950) - 304th Medical Battalion (1. Dezember 1950) - 310th, 311th & 312th Field Artillery Battalions (1. Dezember 1950) - 313rd, 314th & 315th Infantery Regiments (1. Dezember 1950) - 463rd Antiaircraft Artillery Automatic Weapons Battalion (1. Dezember 1950) - 779th Ordonnance Light Maintenance Company (1. Dezember 1950) - 813rd Tank Destroyer Battalion (1. Dezember 1950) - 904th Field Artillery Battalion (1. Dezember 1950) - 9th infantry division : - 1st Battalion, 39th Infantry Regiment (17. Juni 1961) |